# Holland (ca sĩ)
Go Tae-seob (tiếng Hàn: 고태섭; sinh ngày 4 tháng 3 năm 1996), được biết đến với tên nghệ danh Holland (tiếng Hàn: 홀랜드), là một ca sĩ người Hàn Quốc. Holland ra mắt lần đầu tiên vào tháng 1 năm 2018, với việc phát hành đĩa đơn "Neverland".

## Tên
Go chọn tên nghệ danh Holland (Hà Lan) như một lời tri ân đến quốc gia đầu tiên hợp pháp hóa hôn nhân đồng giới.

## Sự nghiệp
Khi lần đầu tiên quyết định theo đuổi con đường âm nhạc, Holland cố gắng thử giọng để gia nhập một công ty giải trí. Tuy nhiên, không có công ty giải trí nào sẵn sàng làm việc với một nghệ sĩ đồng tính công khai, vì vậy anh làm hai công việc bán thời gian để có kinh phí cho đĩa đơn đầu tay của riêng mình. Holland phát hành đĩa đơn đầu tay của mình, "Neverland", vào ngày 21 tháng 1 năm 2018. Video âm nhạc của bài Neverland tích lũy được hơn 1 triệu lượt xem trong 20 giờ. Video âm nhạc cho thấy Holland và bạn diễn nam hôn nhau và nhận được xếp hạng 19+ ở Hàn Quốc.
Anh trở lại vào ngày 6 tháng 6 với đĩa đơn tiếp theo của mình, "I'm Not Afraid". Video âm nhạc cũng nhận được xếp hạng 19+, nhưng bị xóa ngay sau đó. Đĩa đơn thứ ba của anh, "I'm So Afraid", được phát hành vào ngày 17 tháng 7. Vào ngày 6 tháng 9, Holland khởi động một chiến dịch gây quỹ cộng đồng để giúp tài trợ cho mini-album đầu tiên của anh. Anh huy động được 40.000 đô la Mỹ trong 24 giờ đầu tiên.
Vào ngày 19 tháng 3 năm 2019, Holland công bố mini album cùng tên của mình, Holland, và các bài hát "Nar_C" và "Up" trên trang Twitter và Instagram của anh. The album was released on March 31.
Vào ngày 8 tháng 7 năm 2019, Holland công bố kế hoạch cho chuyến lưu diễn đầu tiên của mình qua mạng xã hội. Sau đó vào ngày 1 tháng 11, Holland công bố chuyến lưu diễn đầu tiên của mình với tựa đề "Holland: Invitation from Neverland".  Chuyến lưu diễn là sự hợp tác với MyMusicTaste, nơi người hâm mộ bình chọn các địa điểm của tour diễn. Anh đi du lịch đến năm thành phố ở châu Âu. Vài tháng sau khi phát hành mini album đầu tay, Holland bắt đầu giới thiệu đĩa đơn tiếp theo "Loved You Better" trên các nền tảng mạng xã hội của anh bắt đầu từ ngày 2 tháng 12 năm 2019. Bài hát và video âm nhạc được phát hành vào ngày 11 tháng 12.

## Đời tư
Holland được biết đến là "thần tượng K-pop đồng tính công khai đầu tiên". Anh là con một. Cha mẹ anh phát hiện ra xu hướng tính dục của anh sau khi một bài báo phỏng vấn được phát hành. Holland không có nhà vào thời điểm đó, đã viết một lá thư cho gia đình sau khi họ phát hiện ra và giải thích mọi chuyện cho họ. Gia đình anh rơi nước mắt chấp nhận anh, không biết về những khó khăn mà anh phải trải qua vì tính dục của mình. Anh là sinh viên chuyên ngành nhiếp ảnh tại Học viện Nghệ thuật Seoul, nhưng bỏ học sau khi ra mắt bài hát vào năm 2018.
Go quyết định ra mắt bài hát với tư cách là một ca sĩ để nói lên tiếng nói của mình dựa trên những trải nghiệm của anh với những kẻ tấn công bạo lực và những nạn nhân bị xâm hại tình dục. Trong khi chuẩn bị album, anh cố gắng ký hợp đồng với một số công ty để ra mắt bài hát, nhưng thỏa thuận bị hủy khi anh kể câu chuyện về thiểu số tính dục thông qua âm nhạc và bày tỏ mong muốn tự mình phát triển một bài diễn thuyết về sự phân biệt đối xử với người thiểu số tính dục. Cuối cùng, anh sản xuất đĩa đơn đầu tiên của mình với số tiền anh tiết kiệm được từ công việc bán thời gian của mình trong khoảng hai năm mà không có công ty đại diện.

## Đĩa nhạc

### Đĩa đơn
| Tựa                | Năm  | Hạng | Album                         |
| Tựa                | Năm  | KOR  | Album                         |
| ------------------ | ---- | ---- | ----------------------------- |
| "Neverland"        | 2018 | —    | Holland                       |
| "I'm Not Afraid"   | 2018 | —    | Holland                       |
| "I'm So Afraid"    | 2018 | —    | Holland                       |
| "Nar_C"            | 2019 | –    | Holland                       |
| "Loved You Better" | 2019 | –    | Đĩa đơn không nằm trong album |

### Video âm nhạc
| Tựa                | Năm  | Đạo diễn     |
| ------------------ | ---- | ------------ |
| "Neverland"        | 2018 | Seonjin Lee  |
| "I'm Not Afraid"   | 2018 | Downy Jung   |
| "I'm So Afraid"    | 2018 | Downy Jung   |
| "Nar_C"            | 2019 | Lee Sangdeok |
| "Loved You Better" | 2019 | Lee Sangdeok |

## Phim đã tham gia

### Phim truyền hình web
| Năm  | Tựa phim      | Vai diễn | Tham khảo |
| ---- | ------------- | -------- | --------- |
| 2022 | Ocean Like Me | Tommy    | [ 19 ]    |

## Giải thưởng và đề cử
| Năm  | Người nhận | Giải      | Kết quả   | Tham khảo |
| ---- | ---------- | --------- | --------- | --------- |
| 2018 | Holland    | Dazed 100 | Đoạt giải | [ 20 ]    |